# Absceso
Un absceso es una infección e inflamación del tejido del organismo caracterizado por la hinchazón y la acumulación de pus. Puede ser externo y visible, sobre la piel, o bien interno.

## Fisiopatología
Los abscesos aparecen cuando se infecta un área de tejido y el cuerpo es capaz de "aislar" la infección y evitar que se extienda. Los glóbulos blancos, que son la defensa del organismo contra algunos tipos de infección, migran a través de las paredes de los vasos sanguíneos al área de la infección y se acumulan dentro del tejido dañado. Durante este proceso, se forma el pus, que es una acumulación de líquidos, glóbulos blancos vivos y muertos (principalmente Polimorfonucleados Neutrófilos, PMNN), tejido muerto y bacterias o cualquier otro material o invasor extraño.
Los abscesos pueden formarse en casi cualquier parte del organismo y pueden ser causados por organismos infecciosos, parásitos y materiales extraños. Los abscesos en la piel son fácilmente visibles, de color rojo, elevados y dolorosos; mientras que los abscesos que se forman en otras áreas del cuerpo pueden no ser tan obvios, pero pueden causar mucho daño si comprometen órganos vitales.

## Síntomas
Por lo general un absceso se manifiesta con un dolor intenso, continuo y punzante en la zona, la cual se halla generalmente enrojecida, hinchada y caliente al tacto. Puede además cursar con fiebre.

## Tipos de abscesos[3]
- Absceso dental es una complicación de la caries dental y también puede resultar de un trauma al diente.
- Absceso hepático
- Absceso anorrectal
- Absceso de Bartolino
- Absceso cerebral
- Absceso epidural:
- Absceso periamigdalino
- Absceso mamario
- Absceso pulmonar
- Absceso cutáneo
- Absceso de la médula espinal
- Absceso subcutáneo
- Absceso subfrénico o subdiafragmático
- Absceso del psoas
- Absceso capilar
- Abscesos en Paladar blando: son de suma importancia, ya que 78,65% de los VIH+ debutan con esta alteración

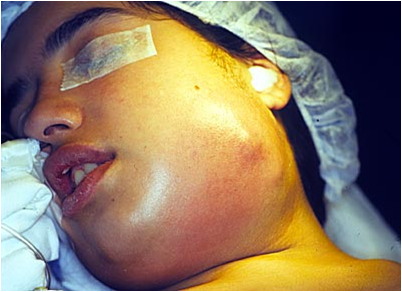
Absceso en lado izquierdo de la cara

## Diagnóstico
Con frecuencia se obtiene una muestra de líquido del absceso y se le hace un cultivo para determinar los organismos causantes del mismo. Ver los tipos individuales de abscesos.

## Tratamiento
Se debe buscar asistencia médica si la persona cree tener algún tipo de absceso. No se deben tomar antibióticos si no han sido prescritos por un médico.
Generalmente, el médico, si es necesario, drena el absceso mediante técnicas quirúrgicas y luego administrará un antibiótico contra la infección.
En algunos casos se administra una profilaxis con toxoide tetánico, especialmente si la causa es exógena.

## Pronóstico
La mayoría de los tipos de abscesos son tratables.

## Prevención
La prevención de los abscesos depende de su localización y causa. Por ejemplo, una buena higiene es importante para la prevención de los abscesos cutáneos y con la higiene dental y los cuidados de rutina se previenen los abscesos dentales.